# Shasta Lake
Shasta Lake é uma cidade localizada no estado americano da Califórnia, no condado de Shasta. Foi incorporada em 2 de julho de 1993.

## Geografia
De acordo com o United States Census Bureau, a cidade tem uma área de 28,31 km², onde 28,28 km² estão cobertos por terra e 0,03 km² por água.

### Localidades na vizinhança
O diagrama seguinte representa as localidades num raio de 32 km ao redor de Shasta Lake.

## Demografia
Segundo o censo nacional de 2010, a sua população é de 10 164 habitantes e sua densidade populacional é de 359,37 hab/km². É a cidade que, em 10 anos, teve o maior crescimento populacional do condado de Shasta. Possui 4 209 residências, que resulta em uma densidade de 148,82 residências/km².